# Jaap de Bruin
Jacob (Jaap) de Bruin (Leiden, 22 september 1896 - Den Haag, 1978) was de stichter van het club- en buurthuiswerk "De Mussen" in de Haagse Schilderswijk.

## Leven en werk
De Bruin werd in 1896 in Leiden geboren als zoon van de schoenmaker Jan Pieter de Bruin en Johanna Koetze. Hij werd opgeleid tot tuinman. Al op jonge leeftijd sloot hij zich aan bij de Zaaier, de jeugdafdeling van de Sociaal Democratische Partij. Hij werd ook jeugdleider binnen deze organisatie. Na 1924 sloot hij zich aan bij de Bond van Kommunistische Strijd- en Propagandaclubs, van Jacques de Kadt. Hij verhuisde naar Den Haag, waar hij betrokken raakte bij het club- en buurthuiswerk. Al in Leiden had hij geprobeerd het Volkshuis aldaar in te schakelen bij de vorming van arbeidersjongeren. Hij ontdekte dat het aanbod van het Volkshuis onvoldoende aansloot bij deze groep jongeren. Door deze ervaring besloot De Bruin om het in Den Haag anders aan te pakken. In 1926 maakte hij een begin met wat later het Mussenwerk genoemd zou worden. Hij begon met het opzetten van jeugdclubs in een oud schoolgebouw vlak bij de Schilderswijk. Als meester de Bruin wordt hij de verpersoonlijking van dit werk in Den Haag. Hij was hoofdleider en vervolgens directeur van "de Mussen" tot zijn pensionering in 1967. Onder zijn leiding breidde het clubhuiswerk zich gestaag uit. Aanvankelijk werden alleen jongens toegelaten, maar vanaf 1938 werd het werk uitgebreid met activiteiten voor meisjes. In 1937 kon De Bruin grond in Otterlo kopen, waar jaarlijks vakantiekampen werden georganiseerd. Tijdens de Tweede Wereldoorlog kreeg De Bruin een schrijfverbod opgelegd. Maar het clubhuiswerk kon wel voortgezet worden. De gemeentelijke overheid trachtte in die periode De Bruin voor zich te winnen door onder meer financiële steun aan te bieden en een gemeentelijk dienstverband. De Bruin ging hier niet op in. Na de Tweede Wereldoorlog kreeg De Bruin de eretitel "Koning der Mussen". Bij zijn pensionering in 1967 werd er een borstbeeld van hem onthuld door de toenmalige commissaris van de koningin Zuid-Holland mr. J. Klaasesz. Dit beeld ging door brand verloren.  In 1982 werd er een nieuw borstbeeld van hem onthuld bij de opening van het nieuwe clubhuis aan de Rijswijksestraat.
In 1964 kreeg de Bruin in het Amsterdamse Concertgebouw de Albert Schweitzerprijs uitgereikt. Hij werd voor zijn werk in Den Haag benoemd tot ereburger van die stad en tot Ridder in de Orde van Oranje-Nassau.
De Bruin trouwde op 29 juni 1921 te Leiden met Lena van Zwieten. Hij overleed in 1978 in zijn woonplaats Den Haag.